# Quartier des Batignolles
Koordinaten: 48° 53′ N, 2° 19′ O
Les Batignolles, früher eine eigenständige ländliche Gemeinde im Norden von Paris, ist seit 1860 das 67. der 80 Quartiers der Stadt und gehört zum 17. Arrondissement. Dieser Name wurde auch gewählt für Orte, Gebäude oder künstlerische Werke, sowie einer Gruppe von Künstlern und Unternehmen.

## Lage

Die quartiers administratifs des 17. Arrondissement sind Ternes, Plaine-de-Monceaux, Batignolles et Épinettes

Das Quartier des Batignolles liegt zwischen den Quartiers Monceaux und Épinettes, also zwischen einer eher bürgerlichen und einer eher volkstümlichen Bevölkerung. 2017 beschrieb Le Figaro die Einwohner als «Bobo chic». Die Geschäfte in der Nachbarschaft und die Cafés, die hauptsächlich von jungen Leuten besucht werden, nehmen zu, dennoch ist die Nachbarschaft immer noch generationsübergreifend. Man sollte dabei den heutigen Verwaltungsbezirk von dem ehemaligen (geschichtlichen) Weiler Les Batignolles unterscheiden.

### Der Verwaltungsbezirk
Das Quartier ist im Süden begrenzt durch den Boulevard des Batignolles, im Südwesten durch die Rue de Levis und die Rue de Tocqueville, im Norden durch den Boulevard Périphérique und im Osten durch die Rue Lemercier, die Rue de la Condamine und die Avenue de Clichy.
Seit 2019 ist der Verwaltungsbezirk zweigeteilt: Martin Luther King im Norden und Batignolles im Süden.

### Der historische Weiler
Das ehemalige Dorf endete im Nordwesten an der heutigen Rue Cardinet, reichte aber im Osten jenseits des Boulevard de Clichy weit über die Grenzen des heutigen Quartiers hinaus bis weit in das jetzige 18. Arrondissement. Es umfasste fast das gesamte gegenwärtig „Les Epinettes“ genannte Quartier, mit Ausnahme des nördlich der heutigen Rue Ernest Roche gelegenen Gebietes und erstreckte sich im Osten bis in das 18. Arrondissement. Dort bildeten die frühere Route départementale N° 36 (heute Rue Marcadet) und die Gipsbergwerke, über denen 1825 der Cimetière de Montmartre angelegt wurde, die Grenze zu der Gemeinde Montmartre.

## Geschichte

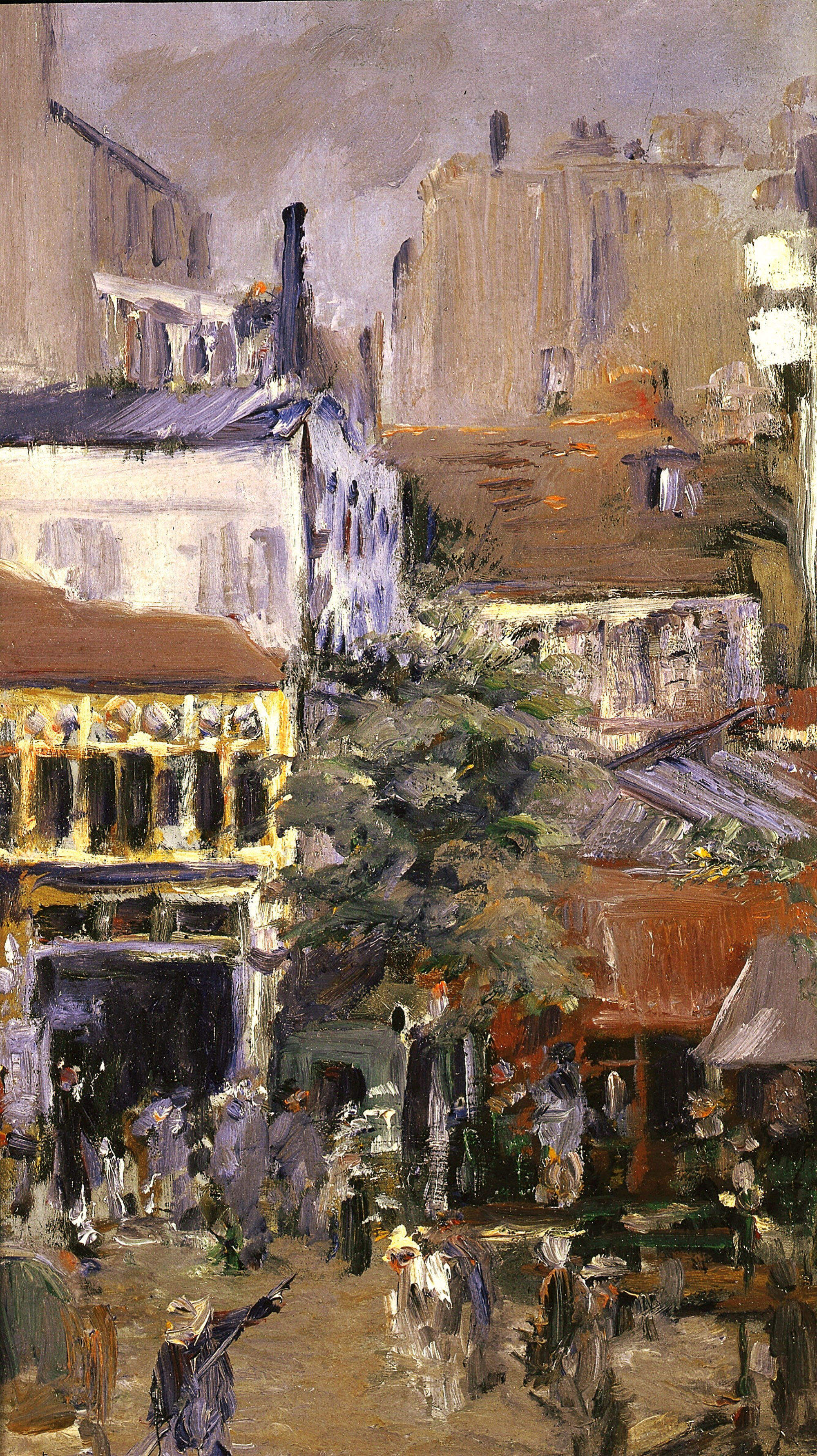
Édouard Manet: Place Clichy

Unklar ist die Bedeutung des Namens Batignolles. 1414 wird ein Weinberg mit dem Namen «Terroir de Batilloles» erwähnt. Vermutlich leitet sich der Name vom lateinischen batifollium‚ die Windmühle, ab. Der Ursprung könnte aber auch aus dem Provenzalischen kommen, wo bastidiole so viel wie kleines Landhaus bedeutet. Die Gemeinde hatte um 1830 zusammen mit dem benachbarten Monceau nicht mehr als 3.500 Einwohner.
Die bis dahin von Clichy aus verwaltete Gemeinde Les Batignolles wurde durch ein Dekret Napoléon III. am 1. Januar 1860 nach Paris eingemeindet.

## Kultur
In der zweiten Hälfte des 19. Jahrhunderts siedelten sich im Quartier des Batignolles zahlreiche Künstler an. Hierzu zählten der Schriftsteller Stéphane Mallarmé und der Maler Édouard Manet. Ein bekannter Künstlertreffpunkt jener Zeit war das Café Guerbois in der Avenue Clichy Nr. 9; die Künstler, die sich dort trafen, wurden auch als Groupe des Batignolles bezeichnet. Henri Fantin-Latour nannte sein Gruppenporträt mit Manet und seinen Künstlerfreunden Un atelier aux Batignolles (1870).

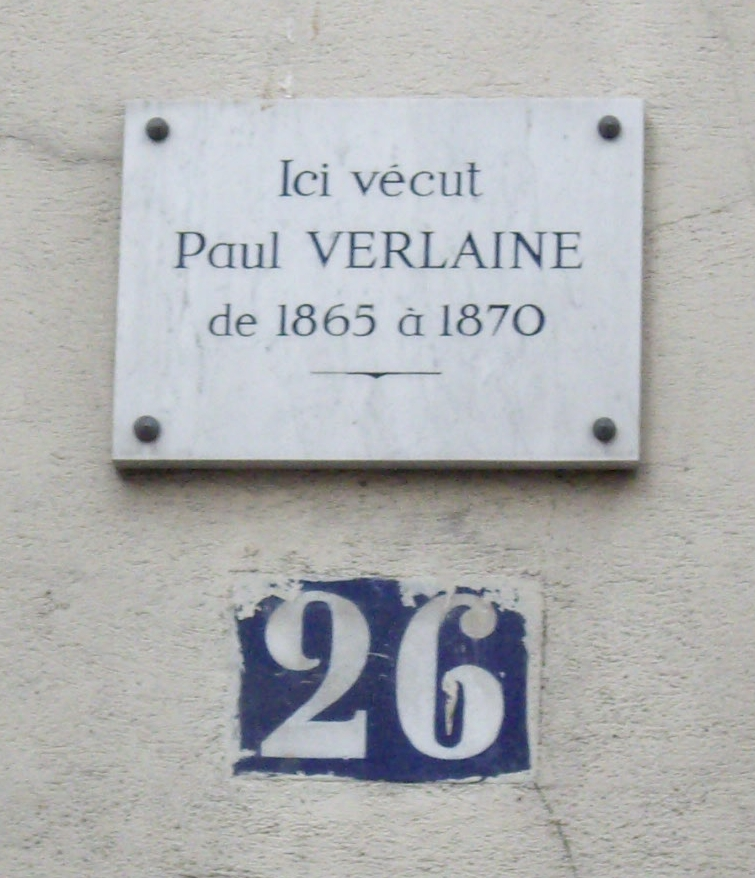
Erinnerungstafel an 26 Rue Lécluse

Der Dichter Paul Verlaine verbrachte ein Teil seiner Jugend in dem Viertel: 1857 in 28 Rue Truffaut, 1859/1860 in 10 Rue Nollet, 1863 in 45 Rue Lemercier, 1865 bis 1870 in 26 Rue Lécluse. Er ging in eine Privatschule in der Rue Hélène und dann ins Lycée Chaptal.
Die Sängerin Barbara stammt aus Batignolles (geb. in 6 Rue Brochant), dessen Platz sie in ihren Liedern Perlimpinpin und Il automne besingt. Sie wohnte in der Rue Brochant und in der Rue Nollet. Am Square des Batignolles ist eine Allée nach ihr benannt.

## Sehenswürdigkeiten
Im Zentrum des „Quartier des Batignolles“ befindet sich die Kirche Sainte-Marie des Batignolles, die am nördlichen Ende der Rue des Batignolles liegt. Direkt hinter der Kirche befindet sich der Square des Batignolles. Nahe der Stadtautobahn wurde 2017 der riesige Wolkenkratzer des Neuen Justizpalastes eingeweiht. Auch der Cimetière des Batignolles wird gerne besucht.